# Beyond: Two Souls
Beyond: Two Souls ist ein interaktiver Film mit Adventure-Elementen, welcher für die PlayStation 3 am 8. Oktober 2013 erschien. Er wurde vom französischen Entwicklerstudio Quantic Dream produziert. Die Hauptrollen spielen die Schauspieler Elliot Page und Willem Dafoe. Die Laufzeit wird mit 12 bis 15 Stunden angegeben.

## Handlung
Das Spiel weist spirituelle und Thrillerelemente auf und dreht sich um die Frage, was nach dem Tod passiert. Die Handlung wird dem Spieler in nichtlinearer Erzählweise vermittelt und kann je nach Spielweise variieren. Es werden immer einzelne Kapitel zwischen dem achten und 25. Lebensjahr der Protagonistin Jodie Holmes (Elliot Page) durchlaufen. Über die gesamte Handlung versucht Jodie die wahre Natur eines übersinnlichen Wesens namens Aiden zu enthüllen, das Jodie seit ihrer Geburt begleitet.
Bei einer linearen Betrachtung beginnt die Handlung mit der acht Jahre alten Jodie im Haus ihrer Adoptiveltern. Jodie hat Kontakte zu einer Parallelwelt, der sogenannten Infrawelt, in der Existenzen hausen, welche ihr auch körperliche Verletzungen zufügen. Als Jodie auf der Straße spielt, eskaliert eine Situation und ihr ständiger Begleiter Aiden würgt einen Jungen dabei fast zu Tode. Ihre Adoptiveltern entscheiden daraufhin, Jodie in das Department of Paranormal Activity (deutsch: Behörde für paranormale Aktivitäten, DPA) zu bringen, da sie mit der Situation überfordert sind. In der DPA-Forschungsanstalt wird sie dem Forscher Nathan Dawkins (Willem Dafoe) und seinem Assistenten Cole Freeman übergeben, die künftig ihre einzigen Bezugspersonen bleiben. Die Forscher führen Experimente mit Jodie durch, die je nach Verhalten des Spielers erfolgreich verlaufen oder im Chaos enden. Mit der Zeit entwickelt Jodie übernatürliche Fähigkeiten, kann beispielsweise Kontakt mit Nathans verstorbenen Familienmitgliedern aufnehmen und andere Menschen willenlos machen. Doch alle Versuche, das Leben eines normalen Teenagers zu führen, sind vergeblich, auch aufgrund ihres Kontakts zu Aiden. So wird sie auf einer Geburtstagsparty von den anderen Kindern gequält und kann als Reaktion – je nach Verhalten des Spielers – das ganze Haus in Brand stecken.
Im Teenageralter wird Jodie von der CIA, die mittels Kondensatoren Experimente mit der Infrawelt durchführt, gebeten, eines der außer Kontrolle geratenen Portale zu schließen. Im Anschluss an diese Aufgabe entscheidet die CIA, Jodie zu einer Spezialagentin auszubilden. Unter der Betreuung von Ryan Clayton durchläuft sie eine drei Jahre andauernde Ausbildung. Nach Abschluss ihres Trainings muss sie mehrere Aufträge erfüllen, wobei sich Jodie und Ryan näherkommen. Doch als er sie bei einem Auftrag belügt, damit sie einen der CIA im Weg stehenden afrikanischen Politiker tötet, kommt es zum Bruch. Jodie flieht daraufhin von der CIA.
Die Handlung thematisiert nun über weite Strecken Jodies Flucht vor der CIA. Sie wird von Polizisten und einer Spezialeinheit verfolgt. Doch immer wieder gelingt es ihr zu entkommen und sie findet schließlich Zuflucht bei einigen Obdachlosen. Dort hilft sie auch in einem alten Haus ein Baby namens Zoey auf die Welt zu bringen. Doch Randalierer zünden das Haus an. Jodie kann alle retten, wird aber von den Randalierern niedergeschlagen. Sie wird in ein Krankenhaus eingeliefert und liegt mehrere Monate im Koma. Als Jodie wieder erwacht, setzt sie die Flucht zuerst fort, entscheidet sich dann aber, nach ihrer Mutter Norah zu suchen und dafür mit Cole wieder Kontakt aufzunehmen. Tatsächlich kann Cole die beiden zusammenbringen und Jodie erfährt, dass auch Norah übernatürliche Fähigkeiten besitzt und von der CIA in einem künstlichen Koma gehalten wird, damit sie nie wieder ihr Bewusstsein erlangt. Direkt danach wird Jodie von der CIA überwältigt.
Jodie erwacht in Nathans Büro, der mittlerweile in der Hierarchie der DPA weit aufgestiegen ist und nun sämtliche Forschungen zur Infrawelt kontrolliert. Dazu zählen die Arbeiten an einem neuen Kondensator. Allerdings besitzt die fiktive Republik von Karzistan ebenfalls einen entsprechenden Kondensator. Die CIA möchte dieses Wissen jedoch militärisch nutzen und bittet Jodie, den Kondensator der Karzistaner zu zerstören, um als einzige Macht Zugriff auf die Infrawelt zu besitzen.
Da ihr die CIA verspricht, sie nach Erfüllung des Auftrags gehen zu lassen, lässt sich Jodie darauf ein. Doch nachdem sie die Mission zusammen mit Ryan erfolgreich abgeschlossen hat, wird sie von der CIA betrogen und genau wie ihre Mutter mit einem Neurotoxin betäubt. Im Delirium erfährt sie von Nathan, dass er das Eindämmungsfeld des Kondensators abschalten werde, um so eine Welt zu erschaffen, in der Leben und Tod vereint sind. Damit hofft er, wieder mit seiner Frau und seiner Tochter vereint zu werden. Aiden gelingt es mit Hilfe von Ryan und Cole, Jodie aus dem Delirium zu retten. Nathan deaktiviert in der Zwischenzeit jedoch das Eindämmungsfeld des Kondensators, woraufhin das Gebäude von Existenzen angegriffen wird. Da es nicht mehr möglich ist, das Eindämmungsfeld zu reaktivieren, müssen die drei direkt in das Energiefeld des Kondensators, die Beta-Sonne, um den Kondensator direkt abzuschalten. Nathan, auf den Jodie in der Beta-Sonne trifft, sieht nur noch einen Weg, sich mit seiner Familie zu vereinen: er schießt sich mit einer Pistole in den Kopf und sagt in Form einer Seele, dass er an Jodie glaubt.
Von hier aus ergeben sich, je nach Verhaltensweise des Spielers, mehrere Ausgangsmöglichkeiten. Jodie kann bei der Aufgabe, die Beta-Sonne zu deaktivieren, sterben und die Handlung wäre zu Ende. Alternativ gelingt es ihr, den Kondensator zu deaktivieren. Jodie verliert das Bewusstsein und taucht in eine Geisteswelt ein. Sie erfährt, dass Aiden der Geist von Jodies verstorbenem Zwillingsbruder ist, und wird vor die Wahl gestellt, ob sie ins Diesseits zurückkehren oder in das Jenseits wechseln wolle. Je nachdem, welche Personen der Spieler während seines Spielverlaufs retten konnte, verändert sich der anschließende Abspann. Eine Szene ist jedoch immer ähnlich. Sie zeigt Jodie, Zoey oder beide gemeinsam in einer düsteren Zukunftsvision der Welt, die von den bösartigen Existenzen aus der Infrawelt beherrscht wird.

## Figuren
| Charakter       | englischer Sprecher | deutscher Sprecher  | Rolle |
| --------------- | ------------------- | ------------------- | --- |
| Jodie Holmes    | Elliot Page         | Manja Doering       | Hauptfigur und verbunden mit Aiden. Die Handlung von Beyond: Two Souls findet zwischen ihrem achten und 25. Lebensjahr statt. |
| Aiden           |                     |                     | Tot geborener Zwillingsbruder von Jodie, welcher auf übernatürliche Weise mit ihr verbunden ist und dessen Identität sie erst am Schluss erkennt. Sie ist die einzige Person, die mit ihm kommunizieren kann, auch wenn es anscheinend auch andere Menschen gibt, die seine Anwesenheit wahrnehmen können. |
| Nathan Dawkins  | Willem Dafoe        | Reiner Schöne       | Regierungswissenschaftler, der mit Jodie arbeitet und ihre Kräfte analysiert. Zudem dient er als ihr Ersatzvater. |
| Cole Freeman    | Kadeem Hardison     | Guido Zimmermann    | US-Beamter, der paranormale Aktivitäten untersucht. Er fungiert als Freund Jodies. Manchmal auch als Onkel, Beschützer und verständnisvoller Vertrauter, wenn Dawkins mal keine Zeit hat, keine Lust hat oder zu sauer ist.                                                                                |
| Ryan Clayton    | Eric Winter         | Marc Oliver Schulze | Regierungsagent, der sich nicht nur für Jodie und ihre Fähigkeiten interessiert, sondern auch für eine gemeinsame Zukunft mit ihr. |
| Philip Holmes   | Robert Burns        | Peter Wenke         | Ehemann von Susan Holmes und Adoptivvater von Jodie. |
| Susan Holmes    | Nancy Tate          | Gisa Bergmann       | Adoptivmutter von Jodie, verheiratet mit Philip Holmes. |
| Stan            | David Coburn        | Carlos Lobo         | Obdachloser, der Jodie im Kapitel „Obdachlos“ Unterschlupf gewährt. |
| Walter          | Barry Johnson       | Richard van Weyden  | Obdachloser, Alkoholiker und Teil der Gruppe von Stan. |
| Tuesday / Elisa | Maud Laedermann     | Antje von der Ahe   | Obdachlose, die der Gruppe um Stan angehört. Mutter von Zoey. |
| General McGrath | Michael Rickwood    | Helge Heynold       | 4-Sterne-General und Leiter der CIA-Abteilung, die mit der DPA zusammenarbeitet. Sekundärer Antagonist des Spiels. |
| Paul            | Dominic Gould       | Sascha Rotermund    | Navajo-Rancher, der auf einer Farm in Arizona lebt. Er tritt im Kapitel „Navajo“ auf. |
| Lt. J. Sherman  | David Gasman        | Sascha Rotermund    | Polizist, der Jodie auf der Straße findet und anschließend versucht, mehr über sie zu erfahren. |

## Entwicklung
David Cage, CEO von Quantic Dream, stellte Beyond: Two Souls zuerst bei der Sony-Pressekonferenz während der E3 2012 vor. Zudem wurde ein erster Trailer veröffentlicht. Im Gegensatz zu Quantic Dreams vorherigen Spiel Heavy Rain, ist Beyond: Two Souls nicht mit der PlayStation Move kompatibel. Elliot Page, im Spiel der Charakter der Jodie Holmes, gab an, dass das Drehbuch des Spiels um die 2.000 Seiten umfasst.
Beyond war das letzte Projekt des Komponisten Normand Corbeil, der am 25. Januar 2013 an Bauchspeicheldrüsenkrebs starb. Komponist Lorne Balfe, der zuvor für die Musik von Assassin’s Creed III zuständig war, ersetzte daraufhin Corbeil. Am Anfang der Credits wird das Spiel Corbeil gewidmet. Hans Zimmer, mit dem Balfe lange Jahre zusammenarbeitete, stieß im August 2013 als Produzent des Soundtracks dazu.
Am 27. April 2013 wurde ein weiterer Trailer veröffentlicht, sowie 35 Minuten Spielszenen beim Tribeca Film Festival 2013 gezeigt. Dies war nach L.A. Noire (2011) erst das zweite Mal, dass ein Videospiel bei dem Filmfestival vorgestellt wurde.

## Veröffentlichung
Vorbesteller des Spiels erhielten einen DLC mit zusätzlichen 30 Minuten Spielzeit. Zudem gibt es eine Special Edition, welche aus einem SteelBook und weiterem Bonusinhalt besteht. Am 5. September 2013 wurde eine Demo von Beyond: Two Souls angekündigt, welche Anfang Oktober im PlayStation Network erschien.
Die europäische Version des Spiels wurde an zwei Stellen abgeändert, um statt einer PEGI-Altersfreigabe ab 18 eine Freigabe ab 16 zu ermöglichen.
Seit dem 26. November 2015 ist das Spiel auch für die PlayStation 4 erhältlich. Es enthält unter anderem eine verbesserte Grafik, einen chronologischen Spielmodus sowie das DLC Fortgeschrittene Experimente.
Auf der Game Developers Conference 2019 gab Epic Games bekannt, dass Quantic Dream Beyond: Two Souls zusammen mit Heavy Rain und Detroit: Become Human noch im selben Jahr exklusiv im Epic Games Store auch für Windows veröffentlichen wird.
Am 18. Juni 2020 wurden alle drei Spiele, Beyond: Two Souls, Heavy Rain und Detroit: Become Human ebenfalls auf Steam veröffentlicht.

## Rezeption

### Rezensionen
Von der Fachpresse erhielt das Spiel gemischte, wenn auch hauptsächlich positive Wertungen. Auf Metacritic erzielte das die PlayStation-3-Fassung einen Metascore von 70/100 Punkten und eine User-Bewertung von 8,1/10.
Gelobt wurde das Spiel für seine herausragende Bildtechnik, den von Lorne Balfe und Hans Zimmer komponierten Soundtrack, die dichte Atmosphäre, die gelungene deutsche Synchronisation und die überzeugende Darstellung der Protagonistin durch Elliot Page. Bemängelt wurden hingegen mangelnde Interaktionsmöglichkeiten, Schwächen in der Story sowie die bruchstückhafte Erzählstruktur.
Am 10. Januar 2014 gab Quantic Dream bekannt, dass mehr als eine Million Exemplare von Beyond: Two Souls verkauft wurden.

### Auszeichnungen
Beyond: Two Souls wurde bei den Spike Video Game Awards in den Kategorien „Best Voice Actor“ (Willem Dafoe) und „Best Voice Actress“ (Elliot Page) nominiert.
Für die 18. Satellite Awards wurde Beyond: Two Souls in der Kategorie „Best Action/Adventure Game“ nominiert.